# カルグクス
カㇽグㇰス（칼국수, Kalguksu）とは、朝鮮半島で食べられている麺料理の一種である。北朝鮮ではカㇽジェビグㇰ（칼제비국, Kaljebiguk）と呼ばれる。

## 概要
カㇽ（칼）は包丁、クㇰス（국수）は麺類を意味し、意訳すれば「手切り麺」ということになる。冷麺など穴の開いた筒状の容器に生地を入れて押し出して作る麺に対し、小麦粉と鶏卵（そこに大豆の粉やそば粉、緑豆粉が加えられる場合もある）をこねた生地を包丁で切って作ることから名付けられた。
日本のうどんによく似ているが、うどんは麺を別に茹でてからツユに入れるが、カㇽグㇰスは麺（生麺・乾麺）をスープで直接茹でるため（うどんのように、麺を別に茹でてから、スープに入れる場合もある）、スープにとろみが付く。また、日本のうどんより細く、食感は柔らかく、コシはあまり重視されないことが一般的である。
イワシや貝類、昆布、鶏肉などで出汁を取り、塩または醤油で味をつけた温かいスープに入れて供される。薬味として刻みネギが加えられる他、具には出汁を取る際に使用した鶏肉の他、刻み海苔やエホバク、椎茸などが載せられることが多い。

## ギャラリー

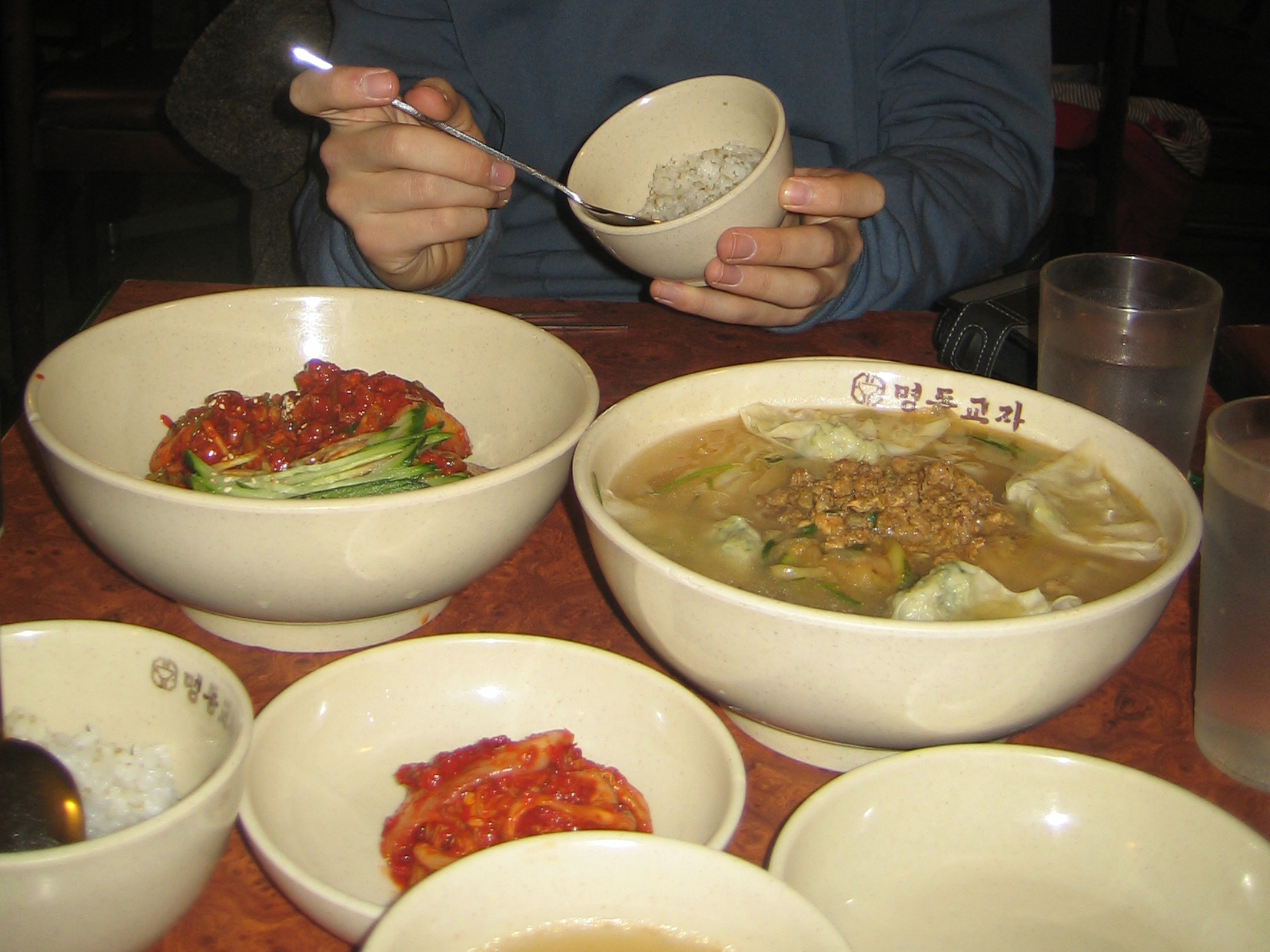
コギカㇽグㇰス（고기칼국수、牛肉で出汁を取ったカㇽグㇰス）とピビㇺグㇰス
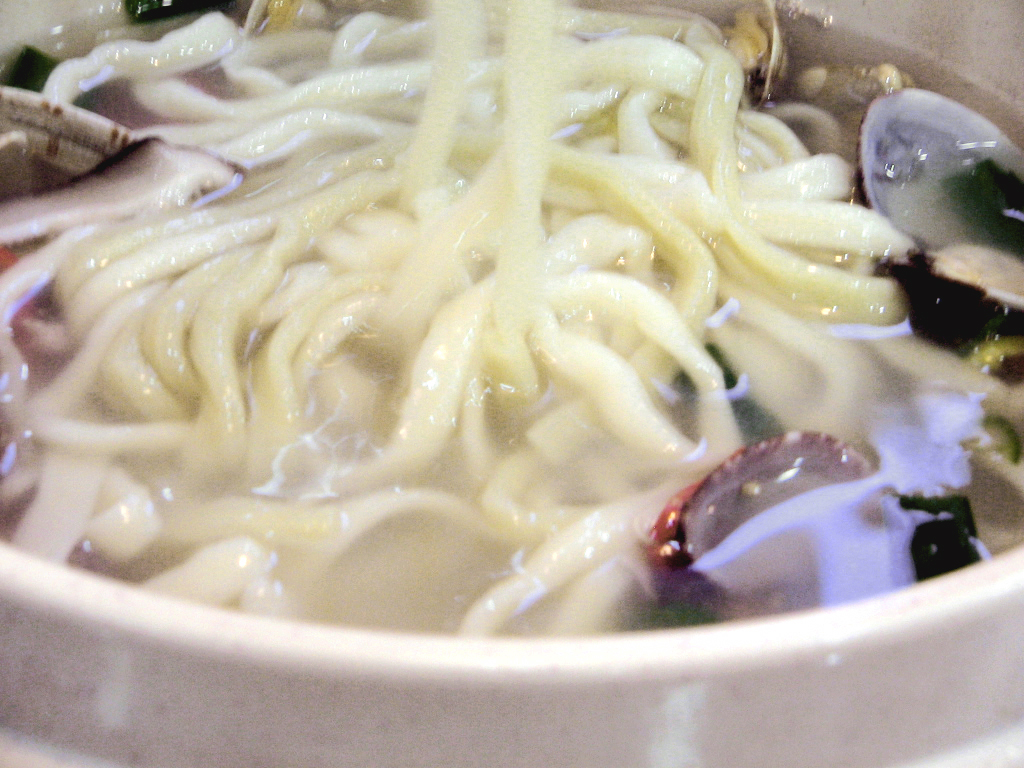
ヘムㇽ（海鮮）カㇽグㇰス（해물칼국수）。具に魚介類を使用したもの。
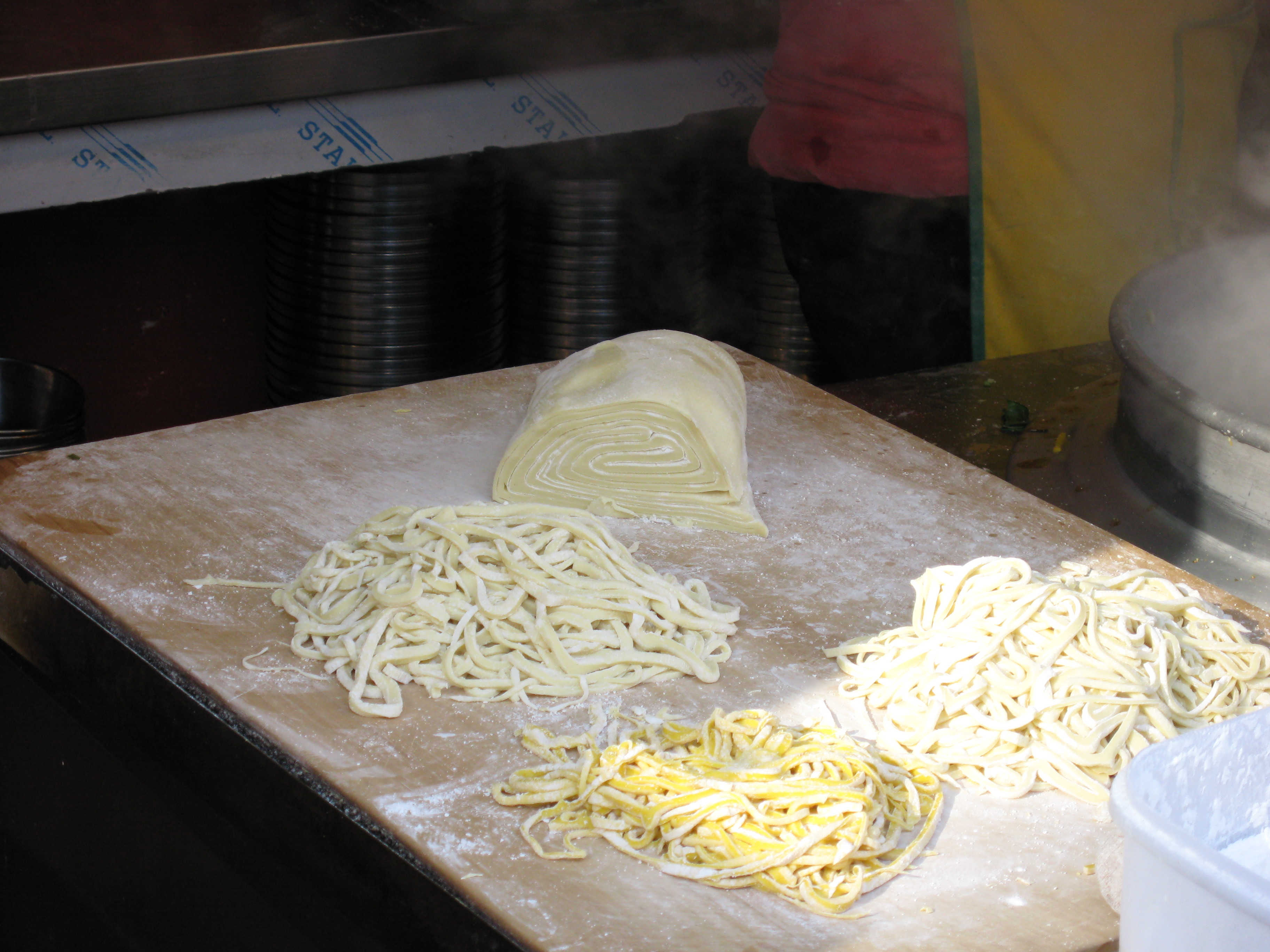
よくこねた生地を包丁で切って作る。

## その他
日本のうどん製麺機会社である、さぬき麺機会長の岡原雄二が「日本のうどんの原型はカルグクスであり、韓半島（朝鮮半島）から伝わった」と発言。中央日報が記事として取り上げた。うどんの起源については以下を参照。